# George van der Mijn
George van der Mijn est un peintre, dessinateur et graveur hollandais de style rococo, né en 1723 ou 1728 à Londres et mort à Amsterdam le 10 décembre 1763.

## Biographie
Né dans une famille d'artistes, c'est le  fils du peintre Herman van der Mijn (1684-1741), installé à Londres vers 1722 avec sa famille après des séjours à Anvers, Düsseldorf et Paris.
Sa fratrie se compose d'Andreas, Cornelia (1709-1782) illustratrice botanique, Frans (1719-1783), Gerard et Robert. Ils ont appris la peinture de leur père et ont suivi ses traces.
Après la mort de leur père en 1741, Frans et George s'installent à Amsterdam. Il est inscrit à la Guilde de Saint Luc en 1753.
En 1761, George s'est marié à Buiksloot avec Susanna Wilhelmina Lohoff.
Van der Mijn avait environ 36 ans à sa mort. Il fut enterré le 15 décembre 1763 à la Nieuwe Kerk.

## Œuvre
Il peint des paysages, des scènes de genre, des intérieurs et des portraits dont celui de D. Muilman, Jan Punt (connue par la gravure de J.M. Ardeli).
Ses portraits de la famille Van Sypesteyn, notamment de Maria Machteld van Sypesteyn, sont conservées au château de Sypesteyn. On le retrouve également dans les collections du musée d'Amsterdam, du Mauritshuis et du Rijksmuseum Amsterdam. Sa dernière œuvre est un portrait de famille de M. Hasselaer, devenue maire d’Amsterdam .
- Portrait d'une jeune femme en robe de soie, vers 1748, huile sur toile, 57 × 49 cm, Collection privée, Vente Lempertz 2014[3]
- Portrait de Cornelis Ploos van Amstel (1726-1798), vers 1758, huile sur toile, 55 × 46 cm, Mauritshuis, La Haye[4]
- Portrait de Elisabeth Troost (1730-1790), 1758, pendant de C. Ploos, huile sur toile, 55 × 46 cm, Mauritshuis, La Haye[5]
- Portrait de Louis Métayer Phz., Orfèvre et collectionneur d'art (1759), huile sur toile, 63 × 49 cm, Rijksmuseum, Amsterdam[6]
- Portrait d'Antoinette Métayer, sœur aînée de Louis (vers 1759), huile sur toile, 63 × 49 cm, Rijksmuseum, Amsterdam[7]
- Les Enfants Van Sypesteyn, 1763, huile sur toile, 175 × 189 cm, Collection privée[8]
- Portrait de Pieter Cornelis Hasselaer, Conseiller de la Compagnie néerlandaise des Indes orientales et bourgmestre d’Amsterdam, avec sa famille, 1763, huile sur toile, 248 × 285 cm, Rijksmuseum, Amsterdam[9]
- Willem Dircksz. Backer (1681-1760), huile sur toile, 80 × 66 cm, Musée d'Amsterdam

"
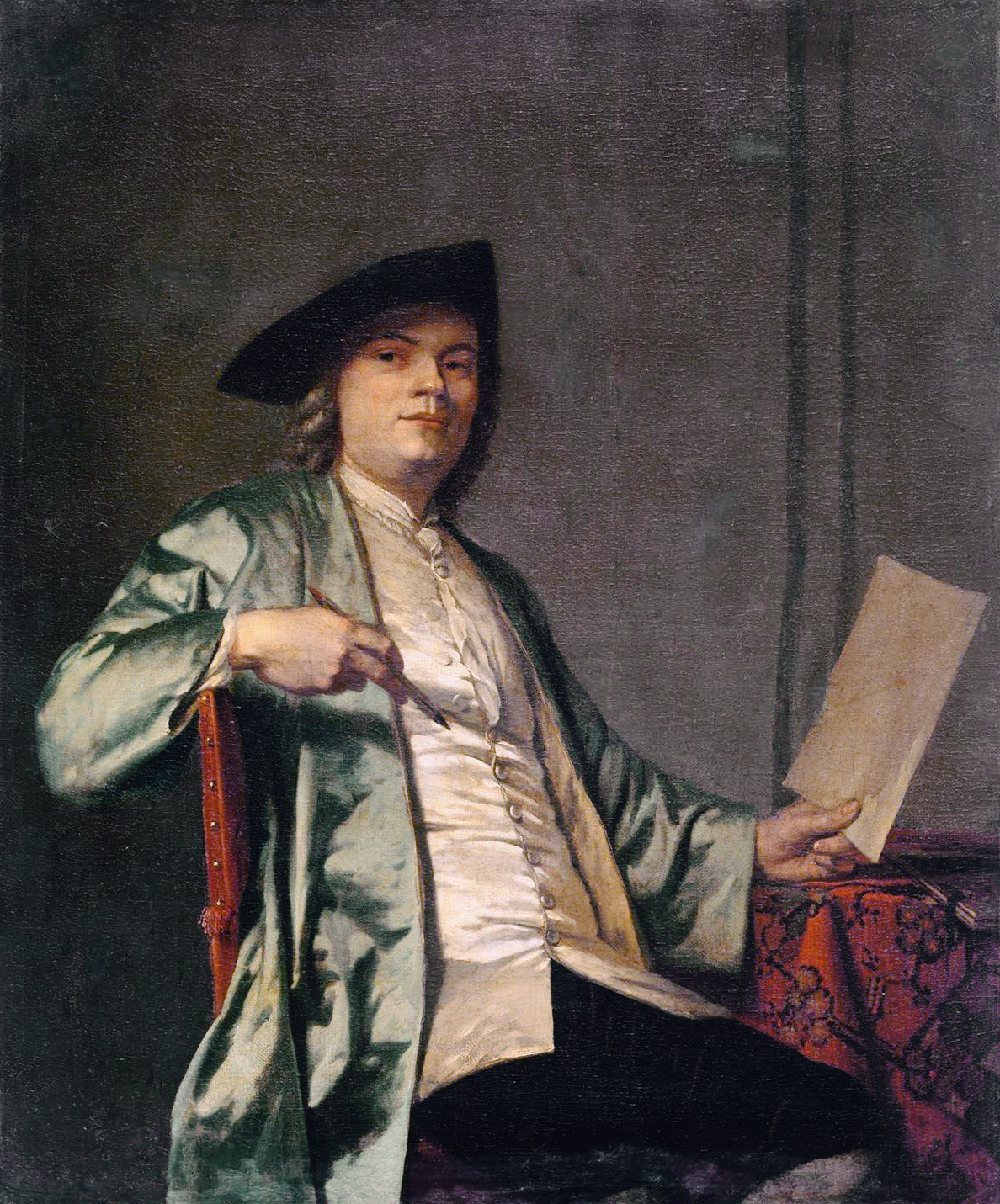
Cornelis Ploos van Amstel, 1758 Mauritshuis, La Haye
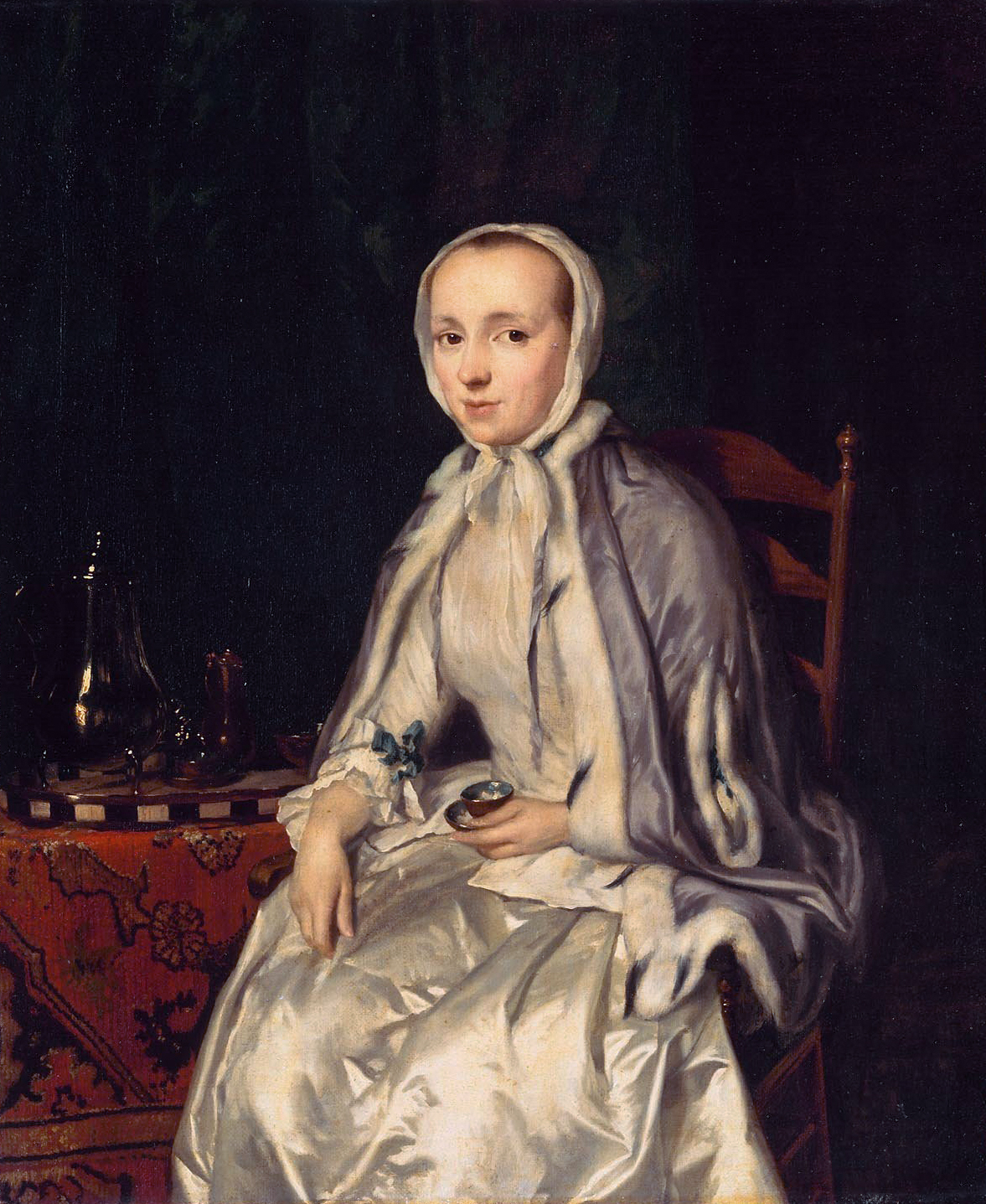
Elisabeth Troost, 1758 Mauritshuis, La Haye
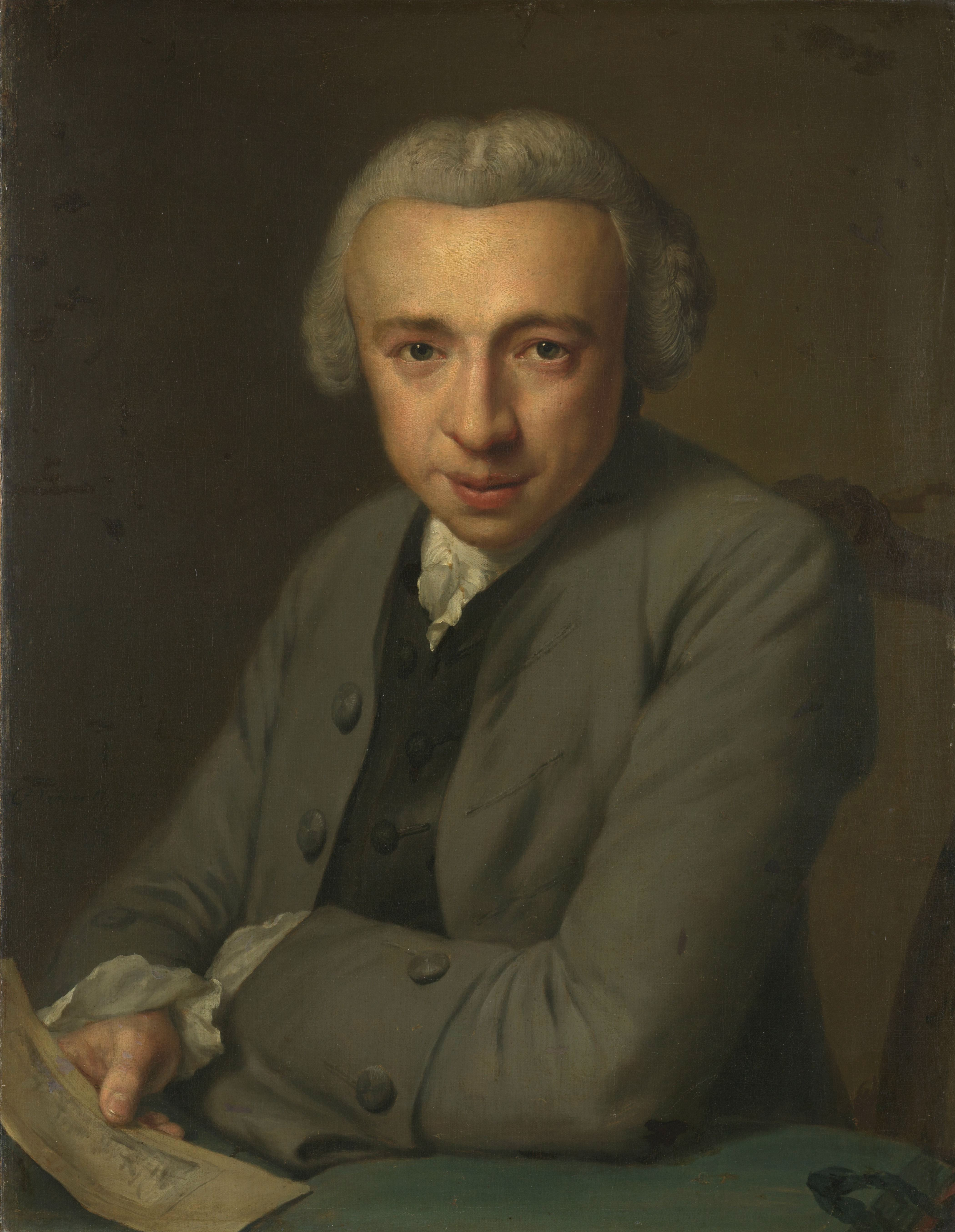
Louis Metayer (1759) Rijksmuseum, Amsterdam
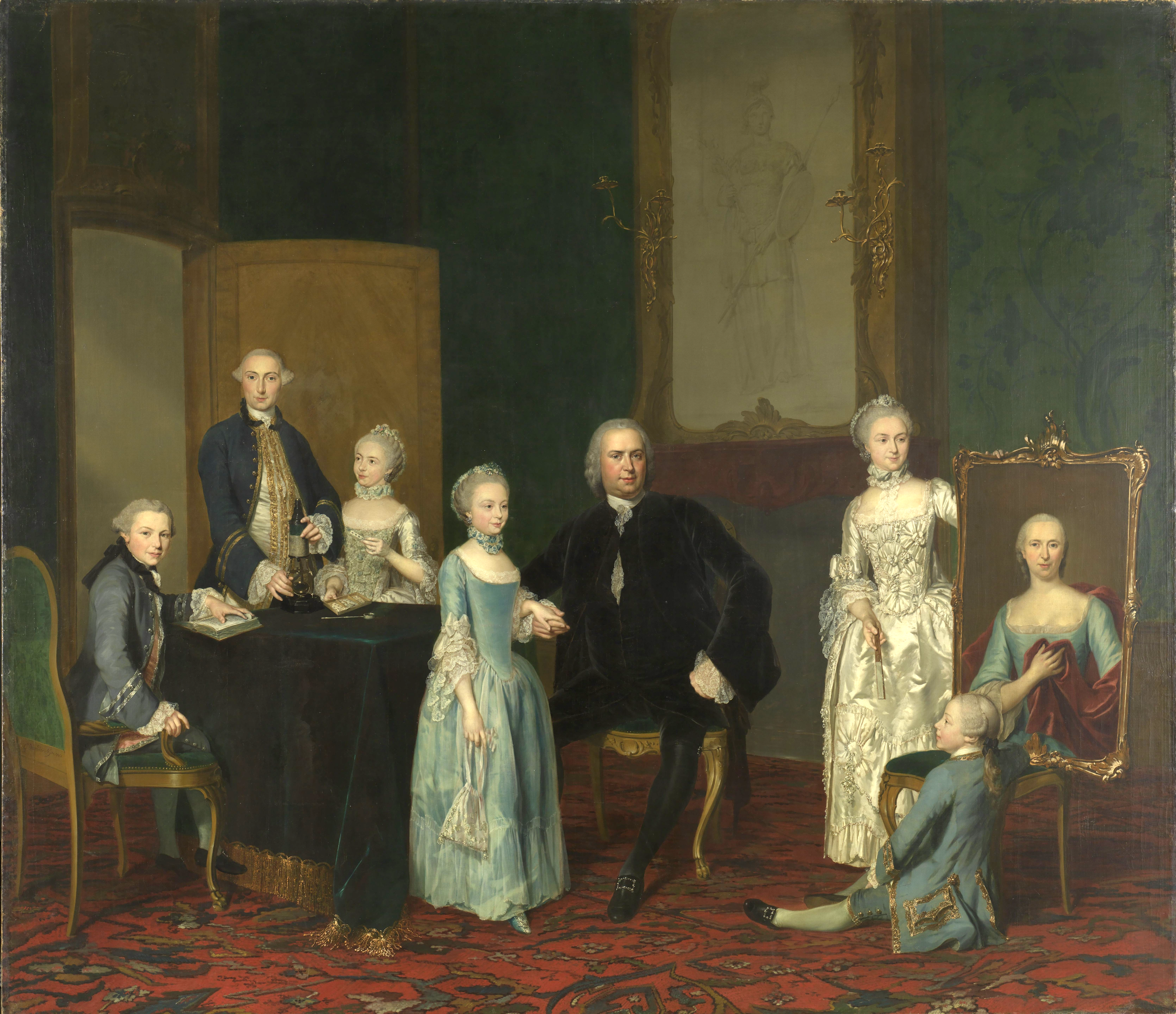
Famille Hasselaer, 1763
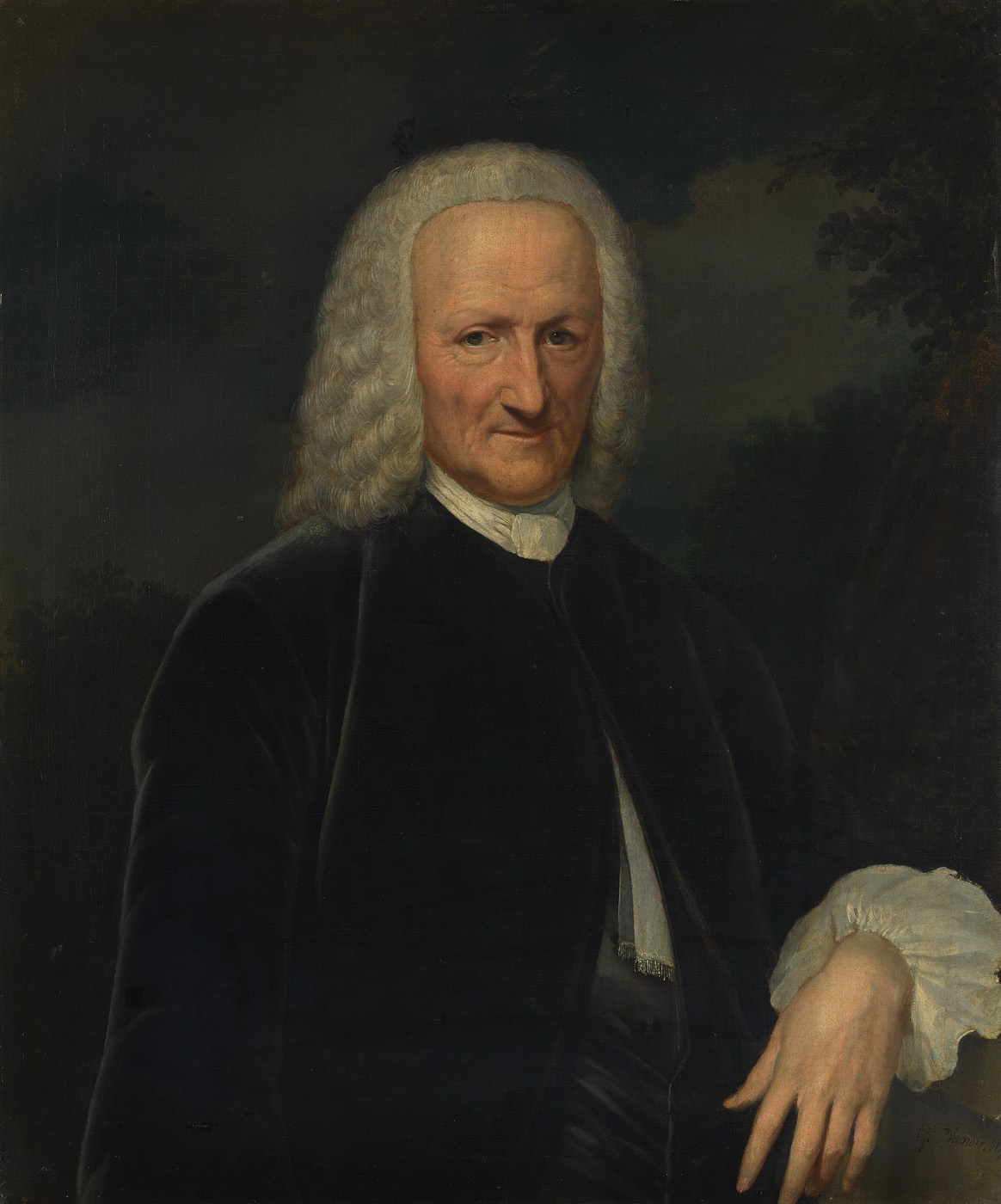
Willem Backer, Dircksz Musée d'Amsterdam